# Montevideo City Torque
Montevideo City Torque, kallad Torque i folkmun, är en professionell fotbollsklubb i Montevideo, Uruguay. Klubben grundades 27 december 2007 under namnet Club Atlético Torque, och ändrade namn 2020.
City Football Group blev ägare av laget den 6 april 2017 .